# Pelidnota liturella
Pelidnota liturella es una especie de escarabajo del género Pelidnota, familia Scarabaeidae. Fue descrita científicamente por Kirby en 1818.
Especie nativa de la región neotropical. Habita en Brasil y Argentina.